# 8-я кавалерийская бригада (Румыния)

3-я и 4-я румынские армии под Сталинградом во время советской операции «Уран»

8-я кавалерийская бригада (рум. Brigada 8 Cavalerie) позднее 8-я кавалерийская дивизия — воинское кавалерийское соединение румынской армии, принимавшее участие во Второй мировой войне на стороне гитлеровской Германии (с 15 марта 1942 года преобразовано в одноименную дивизию).

## История
Перед нападением на СССР 8-я кавалерийская бригада занимала позиции на советско-румынской границе на стыке Украинской и Молдавской ССР. Бригада входила в состав кавалерийского корпуса (частично моторизованные 5-я, 6-я кавалерийские бригады) 3-й румынской армии под командованием генерала Петре Думитреску, румынские силы действовали под оперативным командованием 11-й немецкой армии генерала Э. фон Манштейна.

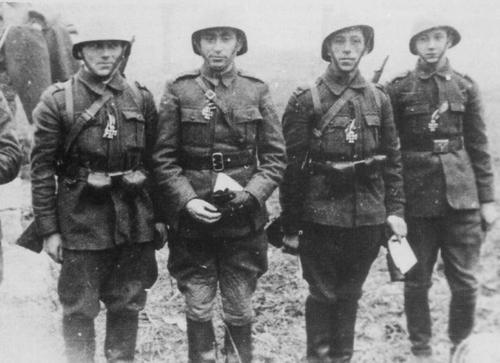
Крым. Кавалеристы 8-й бригады, награжденные 7 января 1942 железными крестами за разгром советского десанта.

В июне — начале июля бригада вела боевые действия в районе реки Прут (Бахринешти, Фонтина-Альба). Вслед за этим бригада была направлена на поддержку немецкой группы армий «Юг» на южной Украине и в начале октября наступала на мелитопольском направлении.
Бригада входила в состав кавалерийского корпуса 3-й румынской армии под командованием генерала Петре Думитреску, румынские силы действовали под оперативным командованием 11-й немецкой армии генерала Э. фон Манштейна. В ноябре 1941 года вела бои в Крыму.
26 декабря 1941 года румынский Горный корпус получил от командования немецкой 11-й армии приказ направить 8-ю кавалерийскую бригаду под Феодосию. Около 15 часов бригада начала выдвижение на Керченский полуостров, где должна была войти в подчинение 42-го армейского корпуса. Утром 29 декабря командующий корпусом Г. фон Шпонек, узнав о произведённом в районе Феодосии советском десанте, приказал всем находящимся в его распоряжении румынским частям, двигаться к Феодосии.
В дальнейшем бригада действовала в районе залива Сиваш. 15 марта 1942 года она была переименована в 8-ю кавалерийскую дивизию.
К ноябрю 1942 года 1-я и 7-я кавалерийские дивизии находились на линии фронта севернее Сталинграда, а 5-я и 8-я — южнее города в составе 7-го армейского корпуса. Здесь их и застала контратака советских войск в ходе операции «Уран».
К 20 числам ноября 5-я кавалерийская дивизия получила приказ отступать по оси: Обильное, Верх. Сальский, Крылов, Калинин. 8-я кавалерийская дивизия — по оси: Годжур, Заветное, Атаманская, Ремонтная. 4-я пехотная дивизия должна была следовать за 5-й кавалерийской дивизией.
Из журнала боевых действий советской 51-й армии: «На левом фланге армии противник продолжал собирать остатки 5-й румынской кавалерийской дивизии, потрепанную 4-ю пехотную дивизию и не разбитую 8-ю кавалерийскую дивизию. Всего до 15-20 тысяч штыков и сабель» .
Согласно планам румынского командования, к ноябрю дивизию должны были переформировать в 8-ю бронетанковую дивизию, но сражение под Сталинградом и отсутствие материальной части помешало этим планам.

## Состав 8-й кавалерийской бригады
- 2-й полк каларашей
- 3-й полк каларашей (моторизованный)
- 4-й полк рошиорей
- 3-й конно-артиллерийский полк

Командиры бригады:
- Данеску Йон (12.06.1941 — 27.10.1941), полковник
- Теодорини Корнелиу (28.10.1941 — 15.03.1942), полковник

## Состав 8-й кавалерийской дивизии (после 15 марта 1942 года)

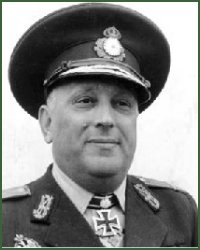
Полковник Корнелиу Теодорини, командир бригады в 1941—1942 годах.

Дивизия сформирована 15 марта 1942 года на базе 8-й кавалерийской бригады без смены номера.
- 11-й полк рошиорей (моторизованный).
- 12-й полк рошиорей (конный).
- 9-й полк каларашей (конный).
- 5-й конно-артиллерийский полк — 75-мм пушки, 100-мм гаубицы.

Командиры дивизии:
- Полковник Корнелиу Теодорини (с 28 октября 1941 года по 09 мая 1942 года);
- Бригадный генерал Раду Корне (с 1942 по 1943 год);
- Дивизионный генерал Корнелиу Теодорини (25 июля 1944 года);